# Toby Dawson
Toby Dawson, né Kim Bong-seok le 30 novembre 1978 à Pusan (Corée du Sud), est un skieur acrobatique américain.

## Biographie
À l'âge de trois ans, il est adopté par une famille américaine, après avoir été perdu[pas clair] par ses parents en Corée du Sud. Il apprend le ski de ses parents adoptifs qui sont des instructeurs de ski à Vail. Après avoir commencé en ski alpin, il se redirige vers le ski acrobatique à l'âge de douze ans.
En 1999, il fait ses débuts dans la Coupe du monde, avec une cinquième place, avant de monter sur son premier podium en mars 2000 au Mont-Tremblant et sa première victoire en mars 2001 à Himos. Il devient champion des États-Unis en 2002, puis remporte deux médailles de bronze lors des Mondiaux 2003.
Surnommé Awesome Dawson, il atteint le pic de sa carrière en 2004, lorsqu'il finit deuxième de la Coupe du monde de ski de bosses, avec trois victoires à Deer Valley, Inawashiro et Naeba et quatre autres podiums. En 2005, il devient champion du monde de ski de bosses en parallèle face à Sami Mustonen.
Au début d'année 2006, Dawson récolte sa septième et dernière victoire en Coupe du monde à Deer Valley, avant de se rendre aux Jeux olympiques de Turin, où il prend la médaille de bronze pour sa dernière compétition internationale.
Après que sa photo des Jeux de Turin est diffusée en Corée du Sud, il parvient à rencontrer son père en 2007 et aussi son frère biologique.
Après sa carrière sportive, il devient entraîneur et s'occupe notamment de la Sud-coréenne Seung Jung-hwa. Il est désigné ambassadeur des Jeux olympiques d'hiver de 2018 à Pyeongchang.
Il se marie avec la taekwondoïste Kim Yeon-ji en 2013.

## Palmarès

### Jeux olympiques d'hiver
| Épreuve / Édition | Bosses | JO 2006 Turin | Bronze |

### Championnats du monde
- Championnats du monde 2003 à Deer Valley (États-Unis) :
  -  Médaille de bronze aux bosses en parallèle.
  -  Médaille de bronze aux bosses.
- Championnats du monde 2005 à Ruka (Finlande) :
  -  Médaille d'or aux bosses en parallèle.

### Coupe du monde
- Meilleur classement général : 8e en 2003.
- Meilleur classement en bosses : 2e en 2004.
- 17 podiums : 7 victoires, 2 deuxièmes places et 8 troisièmes places.

## Distinction
Il entre dans le Hall of Fame d'US ski and snowboard en 2013.